# Vágánsköltészet
Vágánsköltészet a 12–13. századi világi líra egyik jelentős ága, amely szembehelyezkedik a feudális kötöttségekkel és tekintélyelvűséggel. Más elnevezése goliárd-költészet.

## Művelői
Művelői az egyházi iskolákhoz, egyetemekhez tartozó, de az egyház kötelékébe nem lépő, gyakran helyhez nem kötött, vándorló értelmiségiek, diákok voltak. Iskolázottságukból következik, hogy komoly teológiai, irodalmi és zenei képzettséggel rendelkeztek, ugyanakkor a szellemi függetlenség hívei voltak.

## Jellemzői
Többnyire latin nyelvű, világi jellegű, gunyoros, szatirikus, panaszos vagy lázadó hangú költészetükre az antik líra szatirikus hagyományai és Ovidius szerelmi elégiái hatottak. Nyelvi kifejezésmódjukat profán, szabadszájú stílus jellemzi. Szövegeik olyan énekversek, melyeket zenei kísérettel adtak elő, s gyakran meglévő dallamokra, ritmusokra – nem ritkán ismert himnuszok dallamára – írtak. A szövegek szerzője általában ismeretlen, a versek a pénz hatalmát, az erkölcsök romlottságát, a világ rendezetlenségét éppúgy megéneklik, mint a fiatalság, a szerelem, a testiség, a mámor vagy a kocsmázás (taverna) örömeit.

## Carmina Burana

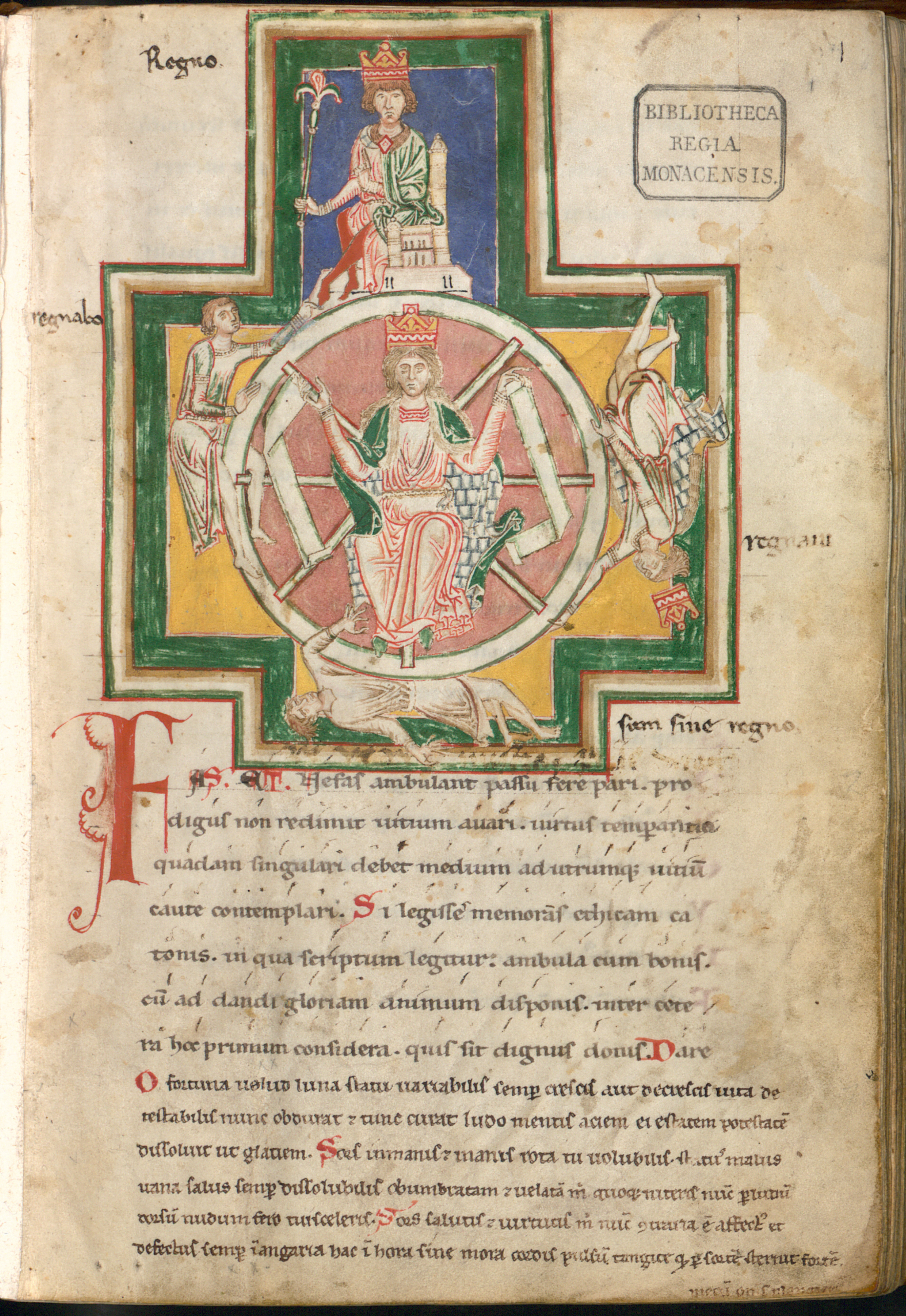
Carmina Burana

A vágánsköltészet leghíresebb és legbőségesebb gyűjteménye a Carmina Burana, amely kétszáznál is több latin nyelvű diákéneket tartalmaz, kis részben német és francia változatokkal. A kódexre 1803-ban találtak rá a bajorországi Benediktbeuern bencés kolostorában (innen a latin elnevezése is: „beuerni énekek”). A 13. századi szövegeket tartalmazó gyűjtemény nem szerepelt a könyvtár hivatalos katalógusában, egy elhanyagolt könyvcsomagban találtak rá. Ez azt is jelentheti, hogy a szövegek nem voltak összeegyeztethetők a kolostor értékrendjével, szabályaival, olvasásuk valószínűleg tiltott és titkolt lehetett.

## Hatása
A vágánsdalok saját korukban széles körű ismertségre tettek szert; motívumai, képei, ritmusai a népköltészetre is hatottak. A Carmina Burana egyes darabjait Carl Orff, a 20. század egyik legnagyobb zeneszerzője tette ismertté és népszerűvé azonos című oratorikus művével.